# Верхня Дубрава
Верхня Дубрава (хорв. Gornja Dubrava) — міська самоврядна одиниця Загреба, столиці Хорватії. 

## Загальний огляд
Міський район (хорв. gradska četvrt) Верхня Дубрава засновано 14 грудня 1999 згідно зі Статутом міста Загреба відповідно до самоорганізації міста Загреба. Район створено шляхом реорганізації (поділу) тодішнього міського району Дубрава. Він має виборну раду та ділиться на 16 дрібніших самоврядних адміністративних одиниць – місцевих комітетів. 
За даними перепису 2011, район налічував 61 841 жителя.
Район включає північну частину Дубрави, де є численні напівміські поселення: Брановець-Ялшевець, Чучер'є, Данковець, Дубець, Дубрава-центр, Верхня Дубрава, Гранешина, Гранешинські Новаки, Мірошевець, Новоселець, Опоровець, Трновчиця, Зелений Брієг.
Поряд із ними є також новозбудовані житлові масиви, як-от: Клака, Полянице і Студентський Град.